# Aristida tarapotana
Aristida tarapotana är en gräsart som beskrevs av Carl Christian Mez. Aristida tarapotana ingår i släktet Aristida och familjen gräs. Inga underarter finns listade i Catalogue of Life.